# Marcus Cluvius Rufus
Marcus Cluvius Rufus (1. század), római politikus, történetíró.

## Élete
A consulságot 41-ben töltötte be, állítólag része volt Caligula meggyilkolásában. Galba alatt helytartó volt Hispaniában, majd Vitellius híve lett. Görög nyelvű botránykrónikájából, a Historiaeből (Történelem) csak kevés töredék maradt fenn. Tacitus kétszer említi meg (Annales 13, 20. 14, 2.; Historiae 1, 8. 4, 43.), mindkétszer úgy, mint aki talán hívebben tudósít, mint Fabius Rusticus, a Nero-ellenes történetíró. Ifjabb Plinius is megemlíti leveleiben (Epistolae 9, 19.). Ezen kívül Tacitus szerint kiváló szónok is volt, de hogy forrásként használta-e, nem bizonyított. Műve más történetíróknak forrásul szolgált, például Suetonius császár-életrajzaiban számos tőle származó, néhány magányos szóra, kifejezésre, esetleg mondatra terjedő görög nyelvű betoldást találunk. Az események fő színhelyéül az udvart tette meg, szemléletére a monarchikus érzület volt a jellemző, még ha Caligulát despotának, Claudiust gyengekezűnek ábrázolta is. Nerót, akinek életével műve feltehetően befejeződött, kedvezően mutatta be.
Ennek oka a következő: „(Nero) … összegyűjtötte mindazokat, akikben volt valami költői tehetség, de jeles hírrel még nem dicsekedhettek. Ezek lakoma után összeültek és a magukkal hozott vagy csak ott kitalált verseket fűzögették és Nerónak üggyel-bajjal előadott szavait foldozgatták…” (Tacitus: Annales 14, 16.). Ezen költői körhöz való tartozás a magasabb tisztségek elérésének lehetőségét is magában rejtette. A körnek olyan tagjai voltak, akik később nagy hírnévre tettek szert vagy a politikában vagy az irodalomban, például Marcus Cocceius Nerva, Aulus Vitellius, a későbbi császárok; az ifjú Titus, aki szintén császár lett; Silius Italicus, az eposzköltő, Lucanus, Petronius, ifjabb Seneca, Calpurnius Siculus, vagy éppen Cluvius Rufus. Ebbe a társaságba tartozott Caius Calpurnius Piso is, a későbbi Piso-féle összeesküvés szervezője.

## További irodalom
- Syme, Ronald: Tacitus (1958, 1. kötet, 178., 289. p.)
- Mommsen, Theodor: Hermes 4, 318. p.
- Townend, G. B.: The Sources of Greek in Suetonius, in: Hermes 88 (1960) 98-99 p.
- Wardle, D.: Cluvius Rufus und Sueton, in: Hermes 120 (1992) 466-482 p.